# Guillem de Conches
Guillem de Conches (c. 1080 - c. 1150, Conches-en-Ouche, Normandia) fou un gramàtic i filòsof platònic francès del segle xii, fou especialment eminent en gramàtica i en el quadrivi.

## Biografia
Estudià a l'Escola de Chartres, on fou deixeble de Bernard de Chartres i ensenyà a París. Decidí dedicar-se a les ciències quan atacaren algunes de les seves doctrines sobre la Santíssima Trinitat. Escrigués glosses en texts de Macrobi, de Boeci, de Priscià de Cesarea i al Timeu de Plató. A més a més, era coneixedor d'obres de metges àrabs i grecs, com Galè, per traduccions del segle xi de Constantí Africà, i difongué les Quaestiones naturales de la filosofia estoica de Sèneca.
Cal destacar-ne també el seu concepte de natura. Distingia entre allò que Déu fa immediatament, «per voluntat pròpia», i allò que fa per mediació de la natura, «instrument d'operació divina», «força dins de les coses que produeix semblants a partir de semblants».

## Tractats
- Philosophia, c. Marco Albertazzi. Lavìs, La Finestra editrice, 2010. ISBN 978-88-95925-13-4
- Dragmaticon Philosophiae; Moralium dogma philosophorum